# Cordia propinqua
Cordia propinqua là loài thực vật có hoa trong họ Mồ hôi. Loài này được Merr. mô tả khoa học đầu tiên năm 1905.